# Navire à capacité de manœuvre restreinte
 (mai 2025).
Si vous disposez d'ouvrages ou d'articles de référence ou si vous connaissez des sites web de qualité traitant du thème abordé ici, merci de compléter l'article en donnant les références utiles à sa vérifiabilité et en les liant à la section « Notes et références ».
Un navire à capacité de manœuvre restreinte est un bateau ne pouvant pas manœuvrer en raison de la nature de ses opérations. Il lui est donc impossible de s'écarter de la route d'un autre bâtiment, ce qui l'empêche d'appliquer le règlement international pour prévenir les abordages en mer de 1972.

## Caractéristiques

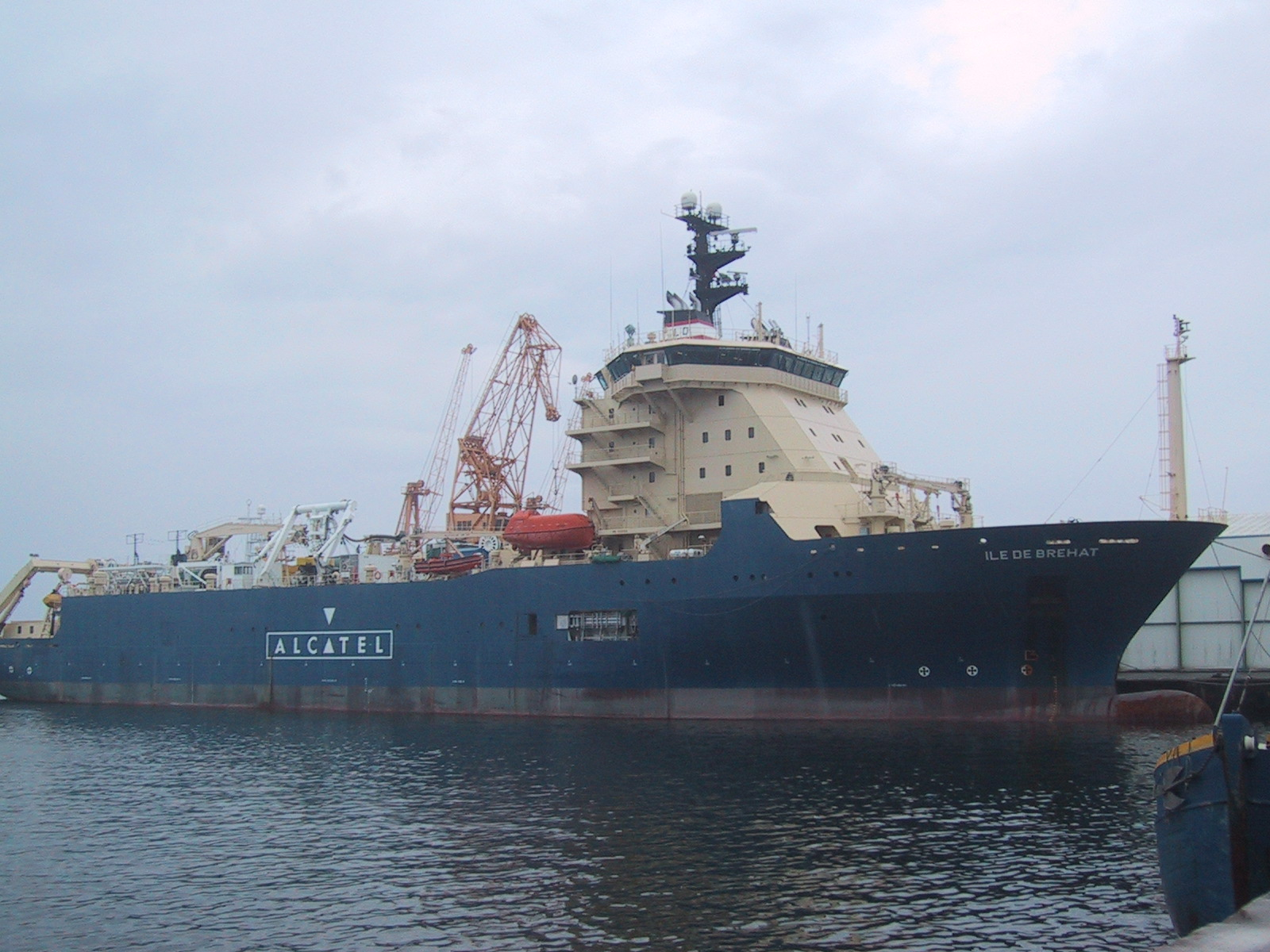
Un navire câblier : l'Île de Bréhat.

À l’exception des navires qui ne sont pas maîtres de leurs manœuvres, tous les bateaux doivent s'écarter de la route d'un navire à capacité de manœuvre restreinte.
Exemples d'opérations donnant le statut de capacité de manœuvre restreinte :
- la pose de bouées, de câbles ou de pipe-lines ;
- les travaux de dragage, d'hydrographie ou d'océanographie ;
- le ravitaillement d'un autre navire tout en faisant route ;
- la récupération d'aéronefs ;
- le déminage ;
- le remorquage, lors duquel le navire remorqueur et sa remorque ont une capacité réduite de modifier leur route.

### Feux et marques
Un navire à capacité de manœuvre restreinte, autre qu'un démineur, doit montrer des feux et marques particulières dans certaines circonstances :
1. De nuit ou dans des conditions de visibilité réduite (brouillard, précipitations intenses, etc.) : trois feux superposés visibles sur tout l'horizon ; les feux supérieurs et inférieurs sont rouges et le feu du milieu est blanc. Ces feux doivent être placés à l'endroit le plus visible ;
2. De jour : trois marques superposées. Les marques supérieures et inférieures sont des boules, celle du milieu est un bicône. Ces marques doivent être placées à l'endroit le plus visible ;
3. Lorsqu'il a de l'erre (c'est-à-dire ni à l'ancre, ni à quai, ni échoué) : il devra en plus montrer un ou deux feux de tête de mât, des feux de côté et un feu de poupe. Lorsqu'il fait route, un tel navire a au minimum un feu de tête de mât. S'il fait moins de 50 mètres, il peut montrer un ou deux feux de tête de mât, par contre s'il fait plus de 50 mètres, il est obligé de montrer deux feux de tête de mât ;
4. Au mouillage, il doit montrer les feux prescrits à l'alinéa 1. ainsi que des feux de mouillage.

S'il s'agit d'un navire en train d'effectuer des opérations de remorquage, il doit montrer les feux et marques prescrits en 1 et 2 ainsi que des feux ou marques de remorquage.
S'il s'agit d'un navire en train d'effectuer des opérations sous-marines sur l'un de ses bords, il doit montrer les feux et marques prescrits en 1, 2 et 3 et en plus, deux feux rouges visibles sur tout l'horizon ou deux boules superposées pour indiquer le côté où se trouve l'obstruction et deux feux verts visibles sur tout l'horizon ou deux bicônes superposés pour indiquer le côté sur lequel un autre navire peut passer.
S'il participe à des opérations de plongée et qu'il ne peut, en raison de ses dimensions, montrer tous les feux et marques à l'exception de ceux en 1, il doit montrer une reproduction rigide et visible sur tout l'horizon d'au moins un mètre de hauteur du pavillon Alpha du code international des signaux.
S'il s'agit d'un démineur, il doit montrer trois feux verts visibles sur tout l'horizon ou trois boules situées à proximité de la tête du mât de misaine et aux extrémités de la vergue de misaine. Ces feux ou marques indiquent qu'il est dangereux pour un autre navire de s'approcher à moins de 1 000 mètres de ce type de navire.
Les navires de moins de 12 mètres, à l'exception des navires participant à des opérations de plongée, ne sont pas obligés de montrer les feux prescrits ci-dessus.